# Rafael Correa
Pour les articles homonymes, voir Correa (homonymie) et Delgado.
Ne doit pas être confondu avec Rafael Torres Correa ou Rafael Carrera.
Rafael Vicente Correa Delgado ([rafaˈel biˈsente koˈrea ðelˈɣaðo]), né le 6 avril 1963 à Guayaquil, est un économiste et homme d'État équatorien, président de la République du 15 janvier 2007 au 24 mai 2017.
Économiste de gauche, Rafael Correa, est élu président de la République fin 2006 avec 56 % des voix, et investi le 15 janvier 2007. Après son élection, une nouvelle constitution — comprenant notamment un renforcement de l’aspect social de la politique gouvernementale et une plus large reconnaissance des droits des indigènes — est adoptée par référendum avec 64 % de suffrages favorables, et est suivie de nouvelles élections. Il est réélu au premier tour en 2009 avec 52 % des voix, puis en 2013 avec 57 % des suffrages. Il ne se représente pas lors de l'élection présidentielle de 2017.
Rafael Correa mène des politiques publiques de lutte contre la pauvreté et les inégalités. Son gouvernement double le salaire minimum, renforce les aides sociales aux familles défavorisées et distribue des centaines de milliers de logements sociaux. Pour financer cette politique, il nationalise une partie du secteur des hydrocarbures, prend le contrôle des gisements et réduit l’influence des multinationales étrangères. Il est toutefois confronté à l’effondrement des cours du pétrole en 2016.
À l'issue de sa présidence, il devient le principal opposant de son successeur Lenín Moreno, son ancien vice-président. Accusé de corruption, il est condamné en 2020 par contumace à huit ans de prison et 25 ans d’inéligibilité. Il réside depuis juillet 2017 en Belgique, où il a obtenu l'asile politique. Interpol a refusé les demandes du gouvernement équatorien de faire procéder à son arrestation et à son extradition, estimant que sa condamnation pouvait être motivée par des considérations politiques.

## Avant la présidence

### Premières années
Il passe une enfance difficile, marquée par les difficultés financières auxquelles est confrontée sa famille et la noyade de sa sœur, âgée de onze ans.
Son père est emprisonné aux États-Unis de 1968 à 1971 après avoir été arrêté en possession de cocaïne qu'il transportait pour le compte de narcotrafiquants. Interpellé à ce sujet, Rafael Correa déclare : « je n'approuve pas ce qu'il a fait mais les trafiquants de drogues ne sont pas des criminels, ce sont des mères célibataires ou des chômeurs désespérés qui doivent nourrir leurs familles ».
Il est marié à la Belge Anne Malherbe, avec qui il a trois enfants.
Il effectue des études d'économie à l’université catholique de Santiago de Guayaquil avant d'obtenir une bourse pour les poursuivre à l'université catholique de Louvain (Belgique) puis à l’université de l'Illinois (États-Unis). Il se porte volontaire pour participer à un projet humanitaire auprès des Indiens Zambahua et apprend à leur contact la langue quechua.
De 1993 à 2005, il enseigne les sciences économiques au sein de l'université San Francisco de Quito.

### Débuts en politique
Il devient le conseiller économique du vice-président Alfredo Palacio.
Lorsque le président Lucio Gutiérrez est destitué en 2005, Palacio devient président et Correa ministre de l’Économie et des Finances (en octobre 2005). À ce poste, il promeut une politique de gauche, opposée aux propositions de la Banque mondiale et du FMI, notamment concernant la répartition des revenus engendrés par le pétrole équatorien (préconisant alors d'en utiliser 70 %  pour rembourser la dette extérieure du pays, 20 % pour stabiliser les prix et revenus du pétrole, et 10 % pour financer les systèmes de santé et d'éducation).
Avec l'accord du parlement, il parvient à diminuer la part de revenus destinée à rembourser la dette extérieure à 50 % et à augmenter celle destinée aux programmes sociaux jusqu'à 30 %. En guise de réaction, la Banque mondiale décide de résilier son prêt accordé à l'Équateur, ce qui renforce les désaccords et différends politiques avec le président Palacio et pousse Correa à la démission, quatre mois seulement après sa nomination.
En tant que ministre, il se fait aussi remarquer pour son franc parler, à travers sa virulence envers le gouvernement américain de l'époque : ainsi, il qualifie le président américain de l'époque George W. Bush de « simple d'esprit » et déclare, en réaction à la comparaison faite par Hugo Chávez entre Bush et le diable, qu'une telle comparaison est insultante pour le diable lui-même. Une telle attitude contribue à sa popularité : au moment de son départ du gouvernement, les sondages le désignent comme le ministre le plus populaire du gouvernement, avec un taux d'approbation avoisinant les 57 %.

### Élection présidentielle de 2006
Correa est le candidat d'une alliance entre différents partis de gauche, l'Alianza País, à l'élection présidentielle de 2006. Il prend Lenín Moreno comme colistier, candidat à la vice-présidence.
Il se définit comme humaniste et chrétien de gauche. Partisan d’une politique souverainiste et d’intégration régionale, il est opposé à la dollarisation et au Traité de libre-échange (TLC) avec les États-Unis et soutient une plus grande participation de l’État en ce qui concerne l’exploitation du pétrole et la gestion des ressources pétrolières, ainsi qu’une renégociation de la dette extérieure.
D'un point de vue institutionnel, Correa se revendique populiste. Il promet une nouvelle Constitution accordant plus de pouvoir décisionnel et de contrôle aux citoyens, et critique le régime politique parlementaire, qu'il qualifie de « particratie » (« partidocracia » dans la langue d'origine) ; c'est dans cette optique qu'il refuse de présenter des candidats aux élections législatives.

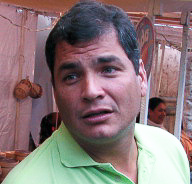
Rafael Correa en juin 2006.

Arrivé en deuxième position avec 22,84 % des votes au premier tour de l'élection, le 15 octobre, il affronte le magnat de la banane Álvaro Noboa au second tour le 26 novembre 2006. Obtenant le soutien des principales formations de gauche et des organisations indigènes (CONAIE), il est élu avec une confortable avance (56,8 %). Il déclare alors que « grâce à Dieu, nous avons gagné » et « qu'après des années de politique de fermeture socio-économique, ils n'ont pas pu nous enlever notre espoir ».
Durant la campagne électorale, certains analystes l’assimilent au courant latino-américain de la gauche incarnée par le Vénézuélien Hugo Chávez et le Bolivien Evo Morales. Cette identification est mise en avant par certains autres candidats des partis traditionnels. On peut déceler une similitude dans la volonté d’indépendance politique vis-à-vis des États-Unis, de progrès social et une volonté de rapprochement régional. Le directeur de thèse de Correa, le professeur Baer de l'université de l'Illinois, suggérait que Rafael Correa n'est pas hostile à l'économie de marché et anticipait, en cas d'élection, une attitude plus proche de celle du président brésilien Lula que d'Hugo Chávez.

## Président de la République

### Débuts

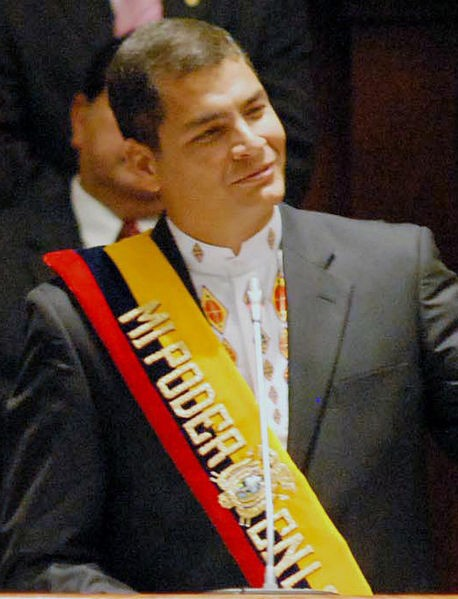
Rafael Correa durant son discours d'investiture en janvier 2007

Conformément à sa promesse électorale, Correa annonce lors de son investiture la tenue d'un référendum le 18 mars 2007, référendum qui concerne l’autorisation de créer une assemblée nationale constituante chargée de rédiger une nouvelle constitution, dans le but de limiter le rôle des partis politiques.
Correa a par ailleurs annoncé sa volonté de renégocier la dette équatorienne (s'élevant à dix milliards d'euros) ainsi que les contrats de la société énergétique PetroEcuador avec les partenaires étrangers.
Il a également annoncé la division de son salaire par deux et la diminution des salaires des hauts fonctionnaires équatoriens.
Le pays s'est déclaré en défaut de paiement sur sa dette extérieure en décembre 2008. Le président a argué d'« irrégularités » pour justifier sa décision. Ces irrégularités sont constatées par un audit. La finalité, sur la base de la notion de « dette illégitime », dite « dette odieuse » (notion initiée par Alexander Sack, et utilisée de nombreuses fois par les États-Unis d'Amérique) sera le rachat de sa propre dette à un coût nettement inférieur à celui initialement exigé.
Conformément à sa promesse de campagne, Correa a créé un ministère du « Buen vivir » (bien-vivre). 

### Élections présidentielle et législatives de 2009
Correa, élu en 2007, est candidat à un second mandat. Le scrutin se tient en même temps que les élections législatives, le 26 avril 2009. Rafael Correa est réélu dès le premier tour avec près de 52 % des voix, devançant Lucio Gutierrez (28,2 %) et Álvaro Noboa (11,4 %). Alianza País obtient 59 sièges de députés sur les 124 à pourvoir, soit 21 de moins que lors de la mandature précédente, mais se maintient toutefois amplement comme la première force à l'Assemblée nationale, et conserve avec ses alliés la majorité de l'Assemblée.

### Élection présidentielle de 2013

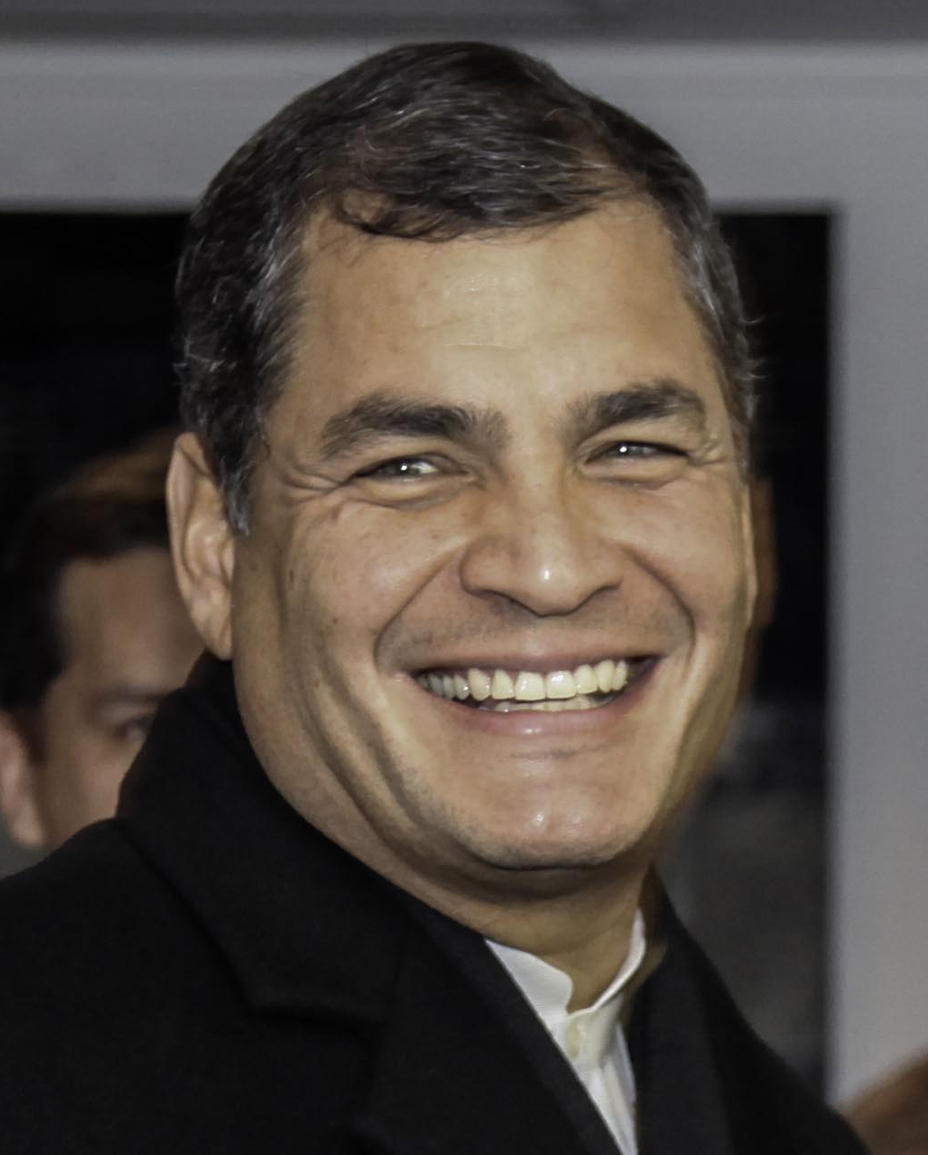
Rafael Correa en 2013.

Correa est candidat à sa réélection lors des élections générales de 2013. Il est réélu dès le premier tour avec 57,17 % des voix, et Alianza País obtient une majorité écrasante (100 députés sur 137 à l'Assemblée nationale). La campagne électorale est marquée par une attaque au couteau d'un homme contre des personnes venues participer à un rassemblement en soutien à Correa, tuant deux personnes et en blessant quatre autres.
Outre l'usure du pouvoir, son troisième mandat est marqué négativement par l'hostilité des classes moyennes à une réforme fiscale, ainsi que par des critiques contre l'autorisation d'une exploitation pétrolière dans un parc naturel, contredisant les engagements du président sur la défense de l'environnement et des Indiens.

### Nouvelle Constitution
Le 25 juin 2008, une nouvelle constitution est approuvée par l’Assemblée nationale constituante par 94 voix sur 130.
Pour Correa, elle est le moyen d’enterrer le « modèle néo-libéral » appliqué par ses prédécesseurs. Elle renforce les pouvoirs présidentiels, notamment en matières économiques et monétaires; lui permet de promulguer des décrets-lois d’urgence et de dissoudre le Parlement suivant certaines modalités, au cas où celui-ci « empêche l’exécution du plan national de développement ». La nouvelle loi fondamentale octroie à l’exécutif représenté par l’État un plus grand contrôle des secteurs stratégiques tels que les secteurs énergétiques, les mines, les télécommunications et l’eau. Parmi les innovations, le texte autorise la réélection du président pour un second mandat consécutif et renforce la reconnaissance des peuples indigènes par l’accession au statut de langues officielles du kichwa et du shuar.
Le 28 septembre, la Constitution est approuvée par les citoyens équatoriens par voie référendaire.

### Politique étrangère
En 2012, l’Équateur reconnaît l'asile politique à Julian Assange, réfugié à l’ambassade équatorienne à Londres et dont les États-Unis réclament l'extradition.
Il refuse aux États-Unis le renouvellement du contrat leur permettant d'exploiter une base militaire en Équateur. Cependant, pour l'universitaire Gonzalo Abad, le président utilise un anti-américanisme de façade, dénonçant les États-Unis dans sa politique étrangère mais négociant avec eux dans sa politique intérieure.

### Politique économique et sociale

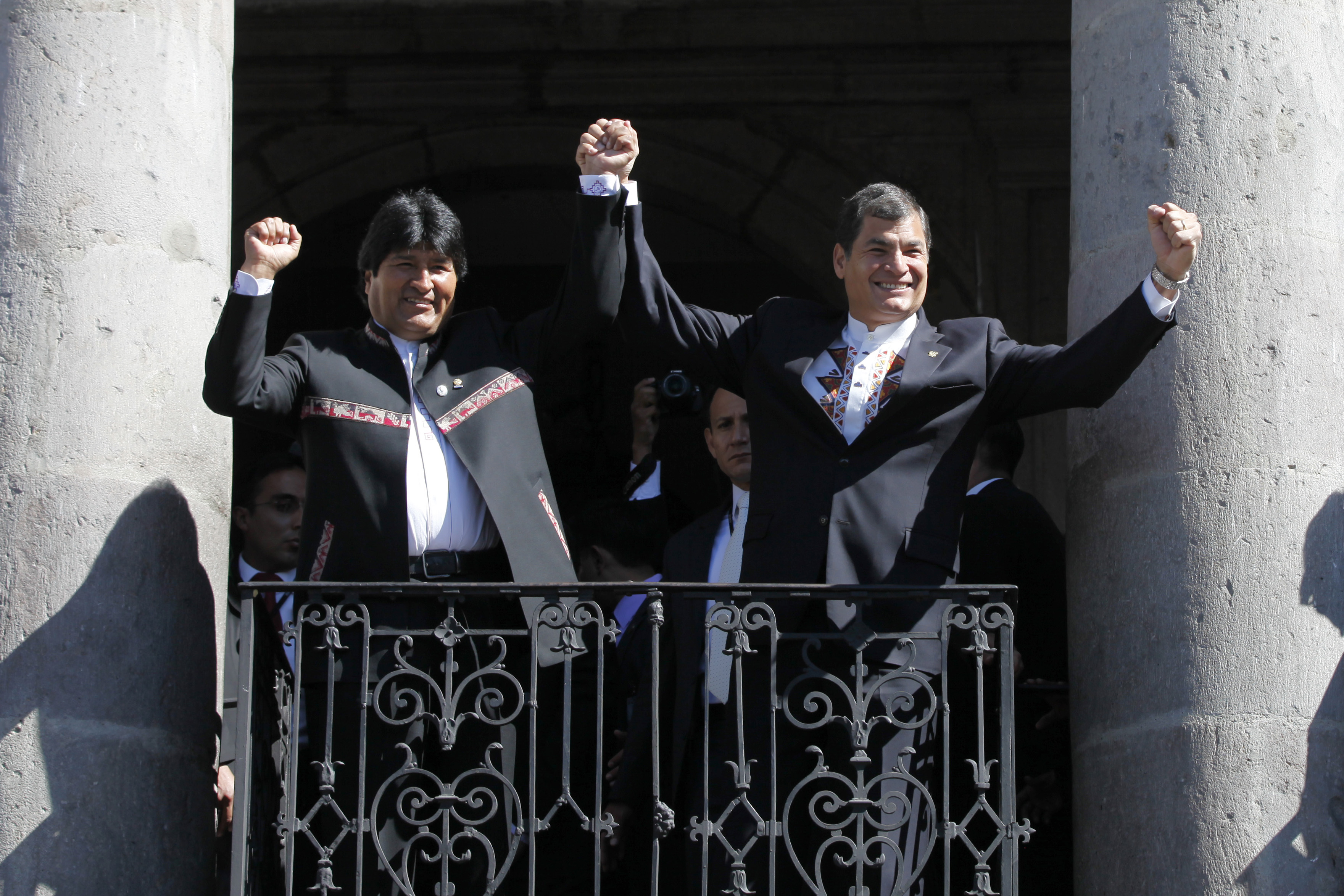
Rafael Correa et le président bolivien Evo Morales en 2013

Souvent comparée à celle menée par Hugo Chavez au Venezuela et Evo Morales en Bolivie, la politique mise en œuvre par Rafael Correa en Équateur s'inscrit dans la mouvance du « socialisme du XXIe siècle » et se traduit notamment par un refus du paiement des pans illégitimes de la dette, des nationalisations et un accroissement significatif des investissements publics. Ainsi, les aides apportées par l’État aux familles en détresse économique sont renforcées et le salaire minimum est doublé. En écho à cette seconde mesure, le gouvernement propose également l'introduction d'un salaire maximum au sein des entreprises privées. Les aides sociales spécifiques aux personnes handicapées, qui étaient auparavant quasiment inexistantes, sont augmentées de 750 % et des quotas imposent dorénavant aux entreprises le recrutement de salariés handicapés. Quelque 300 000 logements sociaux sont distribués.
Tout comme Hugo Chavez au Venezuela, Correa renforce le contrôle du secteur pétrolier par l'État, afin d'appuyer ses politiques sociales et renforcer la souveraineté économique du pays concernant une ressource stratégique : en 2010, son gouvernement fait voter une loi sur les hydrocarbures par laquelle l'Etat prend le contrôle des gisements, et réduit l'influence des multinationales étrangères, reléguées au rang de prestataires de services.
Parallèlement aux programmes sociaux développés sous la présidence de Rafael Correa, l’État équatorien engage une modernisation des infrastructures du pays : le réseau routier se voit étendu de 7 000 km supplémentaires, huit centrales hydroélectriques sont construites et des projets de construction ou d'extension d'aéroports, de tramways et de métros sont mis en chantier,. Ces mesures visant à accélérer le développement du potentiel économique de l’Équateur, sont financées grâce à l'intervention croissante de l’État dans les secteurs les plus lucratifs de l’économie et des exportations, notamment pétrolières, qui étaient auparavant possédés par des investisseurs étrangers. Ainsi, des contrats plus contraignants sont imposés aux investisseurs et des nationalisations sont décidées. Les contrôles relatifs à la lutte contre la fraude fiscale sont accentués, contribuant à faire passer les recettes fiscales de 3,5 milliards de dollars en 2006 à 13,5 milliards en 2014. Mais surtout l’Équateur a dégagé de nouvelles sources de financements après avoir dénoncé de larges portions de la dette du pays, dont 40 % sont reconnues illégitimes après un audit, ce qui lui a permis de réorienter ses dépenses budgétaires,.
En 2015 et 2016, l'effondrement des cours du pétrole (en 2016, le prix du baril équatorien est inférieur à son coût de production), couplé à un séisme dévastateur en avril 2016 (plus de 650 morts et des dégâts estimés à l'équivalent de près de 3 % du PIB) et à la forte appréciation du dollar (monnaie utilisée par l’Équateur depuis 2000), font entrer l’Équateur en récession en 2016. Le gouvernement annonce une hausse générale mais temporaire des impôts pour y faire face. La croissance moyenne du PIB par habitant a cependant été au cours de la décennie 2006-2016 de 1,5 %, ce qui constitue une amélioration en comparaison des 0,6 % de croissance moyenne des 25 années précédentes.
En réponse au scandale international des Panama Papers, un référendum est organisé en février 2017 (simultanément aux élections présidentielle et législatives) sur le « pacte éthique » proposé par le gouvernement, devant interdire aux exilés fiscaux de prétendre à un mandat politique. Le « oui » l’emporte avec 55 % des voix.
Selon la Banque mondiale, la pauvreté en Équateur a fortement reculé en l'espace de quelques années, pour passer d'un taux de 36,7 % en 2007 à 22,5 % en 2014,. Le chômage demeure faible, atteignant son niveau le plus élevé depuis le début du mandat de Correa en 2016 avec 5,7 % de la population active privée d’emploi. Les inégalités, telles que mesurées par l'indice de Gini, ont baissé de 0,55 à 0,47 (2007-2014), ce qui fait de l’Équateur le pays latino-américain à avoir le plus fortement réduit les inégalités pour la période observée.

### Éducation
Sous les mandats de Correa, le budget consacré à l'éducation est multiplié par trois, ce qui permet de réduire l'analphabétisme d'un taux de 9,3 % en 2007 à 2,7 % en 2009. À cette date, en reconnaissance des progrès accomplis, l'Unesco déclare l’Équateur « libre d’analphabétisme ».
L'État équatorien a augmenté ses dépenses en matière d'enseignement supérieur de 14 milliards de dollars entre 2007 et 2016. La part de l'enseignement supérieur dans les dépenses publiques équatoriennes représente 2,16% du PIB en 2015, soit une moyenne supérieure à celle des pays de l'OCDE, située à environ 1,4% du PIB. En dix ans, les gouvernements successifs ont alloué plus de 20 000 bourses d'études, essentiellement destinées à des études supérieures à l'étranger. L'État fait également construire cinq nouvelles universités, dont deux accordent une place centrale à la recherche : Yachai Tech, orientée vers les nanosciences, les technologies de l'information et la pétrochimie, et Ikiam, vouée à l'étude de la biodiversité et des écosystèmes d'Amazonie

### Questions sociétales

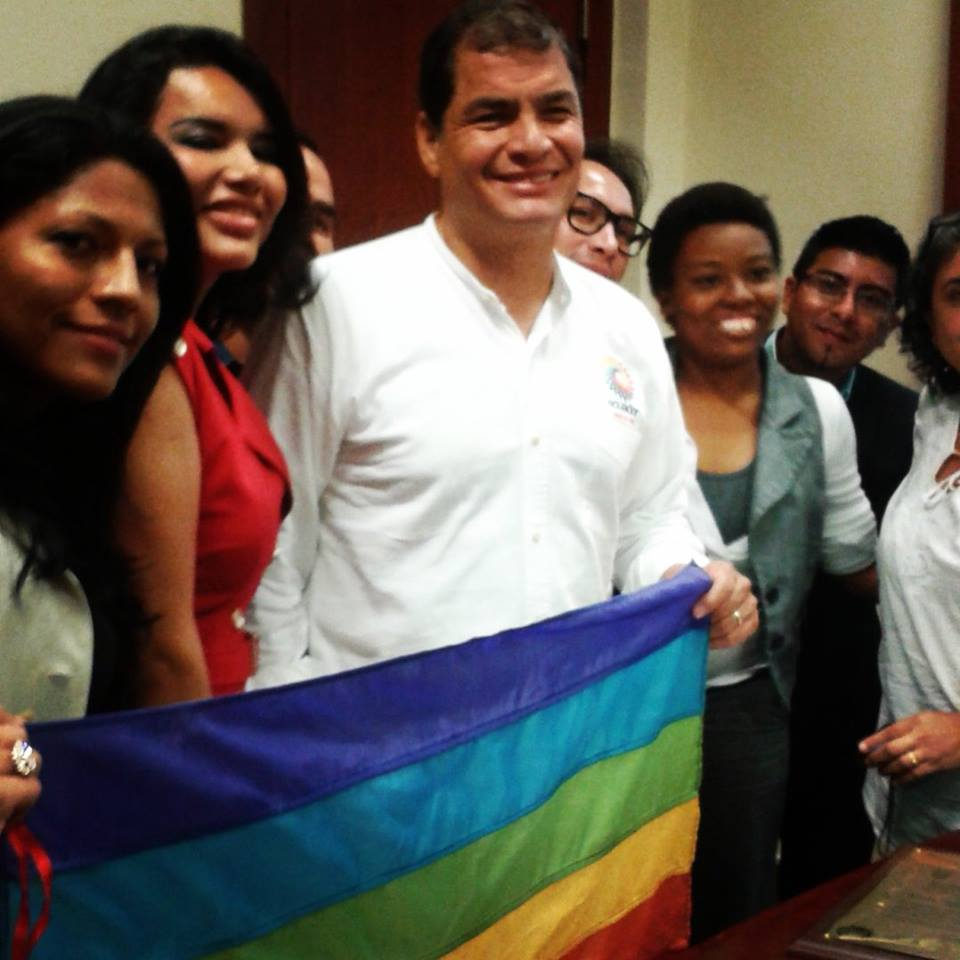
Rafael Correa aux côtés de membres de l'association de défense des personnes transgenres Silueta X en décembre 2013. Les mandats de Correa introduisent de nouveaux droits pour les personnes transgenres d'Équateur.

Catholique conservateur, Correa a menacé de remettre son mandat si les députés de sa coalition parvenaient à autoriser l'avortement en cas de viol (autorisé en Équateur uniquement si danger pour la vie de la mère). Le jeudi 10 octobre 2013, une dizaine de jeunes militantes se sont dévêtues à l'Assemblée nationale pour marquer leur engagement dans la lutte en faveur de la dépénalisation de l'interruption volontaire de grossesse en Équateur, pays marqué par le conservatisme et le poids religieux. À la suite de l'incident, Rafael Correa a déclaré qu'il démissionnerait si la loi sur la dépénalisation de l'IVG venait à être votée.
Mais dans le même temps, sous les différents mandats de Correa, plusieurs avancées en faveur des hommes et femmes transgenres ont pu voir le jour. En effet, la Constitution de 2008 garantit un droit à la « liberté esthétique », qui permet une meilleure acceptation des personnes transgenres au sein des institutions tout en interdisant toute discrimination réalisée selon le critère de l'expression de genre. De plus, l'article 77.14 de cette même constitution interdisant aux forces de l'ordre tout recours à la formulation de délits mineurs et d’autres dispositions pénales de rang inférieur pour légitimer une arrestation arbitraire dans un espace public, est selon la militante Elizabeth Vasquez un moyen de protéger les prostituées transgenres, qui ne peuvent plus être exclues d'un espace public, voire incarcérés par la police, sous prétexte qu'elles négocient un service auprès de clients. Ces mesures favorables aux droits des personnes transgenres ont été saluées par les organisations de protection des droits des personnes transgenres, notamment l'association équatorienne Proyecto Transgenero (Elizabeth Vasquez, membre de cette association, fut conseillère de députés de l'Assemblée Constituante). Tel que l'affirme toujours Elizabeth Vasquez en 2013 : bien que de nombreux problèmes majeurs subsistent pour cette communauté (notamment liés à la prostitution, très répandue au sein de celle-ci), la période est un « temps propice aux droits des personnes trans en Équateur ».
L'élection d'une nouvelle assemblée constituante et la campagne médiatique autour de celle-ci a permis de mettre sur le devant de la scène plusieurs candidats explicitement gays, transgenres ou militants LGBT, dont beaucoup ont candidaté sous l'étiquette d'Alianza País ou  de coalitions de gauche soutenant le président Correa, comme c'est le cas d'Elizabeth Vasquez. C'est la première fois dans l'histoire de l'Equateur que des candidats à une élection mettent autant en avant des revendications pour les LGBT. Malgré tout, plusieurs tensions ont pu émerger lors des débats de l'Assemblée aux sujets des questions relatives à la sexualité ou au genre, y compris au sein des soutiens de Correa : plusieurs élus d'Alianza País, comme Rosana Queirolos ou Diana Acosta, se sont notamment opposés à inscrire dans la constitution le concept de souveraineté du corps, qui garantissait le droit de chaque citoyen de décider de ses choix concernant sa sexualité, son orientation sexuelle ou son identité de genre. Cette proposition venait pourtant d'une autre élue du parti présidentiel, María Soledad Vela. Plus généralement, cette proposition a été très vivement critiquée par l'opposition conservatrice, sous prétexte qu'elle intégrerait dans la constitution une « idéologie de genre » qui porterait atteinte à la cellule familiale équatorienne. Très vite, la notion de souveraineté du corps est devenue centrale et très clivante dans le débat public relatif à la constituante, cette notion étant fréquemment utilisée par l'opposition pour discréditer le projet politique du président.
En 2014, sans aller jusqu'à autoriser les mariages homosexuels, la loi est modifiée de façon à permettre aux unions homosexuelles de bénéficier d'une reconnaissance juridique.
En 2012, Correa instaure officiellement la mixité dans l'enseignement secondaire.

### Populations amérindiennes
La nouvelle constitution renforce la reconnaissance des populations indigènes amérindiennes présentes en Équateur. Ainsi, le premier article de cette constitution définit l’Équateur comme un État plurinational. Les langues kichwa et shuar obtiennent à cette occasion le statut de langues officielles, tandis que les autres langues amérindiennes obtiennent le statut de « langues d’usage officiel » dans les différentes régions dans lesquelles elles sont parlées. La nouvelle constitution approfondit les droits collectifs des vingt-et-un peuples officiellement recensés dans le texte, en préconisant la consultation de ces populations pour tout projet d'exploitation des ressources naturelles, ainsi que la protection des savoirs collectifs ancestraux relatifs aux différents écosystèmes naturels du pays et l'interdiction de toute activité visant à l'extraction de ressources dans les territoires dans lesquelles des communautés indigènes vivent en isolement volontaire.

### Sécurité
Le taux d’homicide pour 100 000 habitants est tombé de 18 en 2011 à 5,8 en 2017, faisant de l’Équateur l'un des pays les plus sûrs du continent américain. Ce résultat a notamment été obtenu après une profonde réforme de la police, réputée pour sa corruption et son inefficacité. La durée de formation des policiers et leur rémunération ont été sensiblement augmentées, et des investissements ont été consacrés à la modernisation des équipements. Une nouvelle loi restreint la circulation des armes aux mains des particuliers. En outre, depuis 2007, une nouvelle approche a été adoptée, moins répressive et donnant une plus grande attention à la prévention et à la réinsertion. L'accès aux programmes sociaux a été facilité pour les anciens délinquants. Surtout, la diminution de la pauvreté semble être la raison principale de l'amélioration de la situation sécuritaire.
Le 15 janvier 2007, Rafael Correa nomme la socialiste Guadalupe Larriva au poste de ministre de la défense. Elle devient alors non seulement la première femme, mais aussi la première civile à accéder à ce poste dans l'histoire du pays. Elle décède cependant moins de 10 jours après sa nomination, à la suite d'un accident d'hélicoptère,.

### Relations avec les médias
Ses relations avec les médias équatoriens, en grande majorité conservateurs, sont très conflictuelles. Les deux plus grandes chaînes de télévision équatoriennes, Teleamazonas et Ecuavisa, sont la propriété de deux banques, tandis que le principal quotidien, El Universo, est détenu par un ennemi déclaré de Rafael Correa. Dès sa campagne électorale et ses débuts en tant que président, Correa reproche à une majorité des médias leur supposée hostilité envers son programme et son action politique.
En 2007, il crée Ecuador TV, la première chaîne de télévision publique de l'histoire du pays.
Il est critiqué par Latin Reporters pour sa décision de fermer trois chaînes de télévision privées qui représentent plus de la moitié de l'audience, ainsi qu'une chaîne de radio musicale. Il défend de son côté que les chaînes, appartenant aux banques les plus importantes du pays, ont fait faillite, laissant une dette de plus de 600 millions de dollars. Les propriétaires se sont exilés à Miami pour ne pas payer cette dette, qui a été rachetée par le gouvernement équatorien. Une partie des actions de ces chaînes de télévision a été redistribuée aux employés.
Il fait adopter en 2013 la loi organique de communication qui vise à redistribuer l’espace médiatique : un tiers du spectre radioélectrique pour le secteur privé, un tiers pour le secteur public et un tiers pour le secteur à but non lucratif. Près de 90 % des médias appartenaient alors à quelques grandes familles. Le texte de loi prévoit le plafonnement du nombre de licences audiovisuelles autorisées, la limitation de la durée des concessions à quinze ans et l'interdiction de les renouveler plus d’une fois.
En 2010, le quotidien conservateur El Universo accuse Rafael Correa de « crimes contre l'humanité » en réaction à la répression des policiers et militaires insurgés lors de la crise politique équatorienne de 2010. En février 2012, le quotidien et les journalistes sont condamnés à trois ans de prison et 40 millions d'euros d'amende pour ces écrits. Correa leur accorde la grâce présidentielle, affirmant ne pas vouloir une peine qui mènerait le journal à la faillite.
Dans un article paru en 2018 dans Le Monde diplomatique, Correa dénonce le rôle des médias dans la lutte contre les gauches latino-américaines.

## Crise politique de 2010
Le 30 septembre 2010, des centaines de policiers et militaires se soulèvent simultanément dans différentes villes, prennent le contrôle de l’Assemblée nationale, de l’aéroport de Quito et bloquent plusieurs axes routiers majeurs. Rafael Correa est séquestré par des policiers dans un hôpital de Quito, puis libéré en soirée par une intervention des forces armées. Deux personnes sont tuées et trente-quatre blessées au cours de ces évènements. Des organismes officiels, tels que l'OEA, et l'UNASUR, reprennent la terminologie de Rafael Correa, selon qui « ce qui s'est passé, aujourd'hui, a été une tentative de coup d'État ».

## Après la présidence

### Opposant au président Moreno
Lenín Moreno, son ancien vice-président élu au second tour le 2 avril 2017, lui succède le 24 mai suivant comme président de la République.
Rafael Correa se retire alors en Belgique, le pays d'origine de son épouse et là où il a été nommé professeur d'économie. Il entre cependant rapidement en conflit avec Lenín Moreno, qui nomme dans son gouvernement certains hommes politiques conservateurs et annonce une réorientation de la politique économique. Qualifiant Moreno de « traître », il envisage de promouvoir une Assemblée nationale constituante, puis de rentrer en Équateur afin d'être candidat,.
Le 17 janvier 2018, dans le contexte de sa campagne pour le « non » au référendum de février 2018, il annonce la création d'un nouveau parti politique nommé Révolution citoyenne (la direction d'Alianza País ayant été confiée, sur décision de justice, à des proches de Lenín Moreno) que le Conseil national électoral refuse d'enregistrer pour des problèmes de procédures. Dans la foulée, il accuse le gouvernement de son successeur de vouloir retirer le soutien apporté à Julian Assange, alors que Moreno s'était engagé à continuer à lui garantir l'asile politique. Finalement, le « oui » l'emporte lors du référendum.
Après un premier échec en janvier, Correa et ses proches tentent de créer un parti sous le nom de Revolucion Alfarista, en référence à l'ancien président et meneur de la « révolution libérale » (1895-1912) Eloy Alfaro. Les autorités refusent à nouveau, arguant de l’appartenance d’Alfaro à la tradition libérale et non socialiste. Un accord est trouvé en décembre 2018 avec le parti Fuerza Compromiso Social, permettant à des personnalités « corréistes » de participer aux élections sous cette étiquette.
En juin 2018, faisant l'objet d'un mandat d'arrêt, il aurait demandé l'asile en Belgique, ce qu'il dément.
En octobre 2019, dans un contexte de manifestations contre Lenin Moreno, ce dernier l'accuse : « Pas le moindre doute, le fou [Rafael Correa] pilote tout ceci à partir du Venezuela car il sait bien qu’il est dans le viseur de la justice. » Les proches de l'ex-président sont alors visés par la répression : un député, une gouverneure et une ex-maire membres de son mouvement sont arrêtés, accusés de conspiration. Quatre autres députés se sont réfugiés à l’ambassade du Mexique pour demander l’asile, dont Gabriela Rivadeneira, l'ancienne présidente de l'Assemblée nationale.
Le Conseil national électoral (CNE) équatorien annonce en juillet 2020 suspendre le parti politique fondé par Rafael Correa, ainsi que trois autres partis d'opposition, affirmant avoir observé des irrégularités dans leur procédure d'enregistrement. Les anciens présidents brésiliens Luiz Inácio Lula da Silva et Dilma Rousseff, l'ancien président bolivien Evo Morales et le président argentin en exercice Alberto Fernandez dénoncent dans un communiqué « une stratégie systématique des forces conservatrices de judiciarisation de la politique »[réf. nécessaire].
Bénéficiant toujours d'une certaine popularité, il apporte son soutien à Andrés Arauz, qui a été son ministre de la Connaissance et du Talent humain, en vue de l’élection présidentielle de 2021. Il pâtit cependant des scandales de corruption visant son gouvernement et des affaires le visant, celles-ci l’empêchant de briguer la vice-présidence au côté d’Andrés Arauz.

### Poursuites judiciaires
Il est convoqué par la justice pour témoigner au sujet d'une affaire de corruption présumée portant sur des contrats commerciaux jugés par le nouveau gouvernement favorables aux intérêts thaïlandais et chinois au détriment de l’État équatorien. Correa dénonce une « instrumentalisation de la justice » par le chef de l’État Lenín Moreno.
Le 19 juin 2018, il est convoqué par la justice équatorienne et, bien que résidant en Belgique avec son épouse, doit être interrogé tous les 15 jours à partir du 2 juillet au sujet de la tentative d'enlèvement par la police d'un député du parti d'opposition Parti de la société patriotique (PSP), Fernando Balda, en 2012. Celui-ci, alors recherché par la justice, avait fui en Colombie où des policiers équatoriens avaient tenté de le ramener en Équateur. Le 3 juillet 2018, un mandat d'arrêt européen est émis à l'encontre de Rafael Correa ; ce mandat est levé par Interpol deux mois plus tard en raison de sa « nature politique ».
Le 10 septembre 2018, il est accusé par le gouvernement d'avoir utilisé de l'argent public pour encourager des militants indigènes à organiser une campagne contre le groupe pétrolier Chevron, responsable d'importantes pollutions en Équateur.
La procureure générale d'Équateur, Diana Salazar, réclame en mars 2020 « la peine maximale envisagée pour le délit de corruption et considérée comme aggravante, pour Rafael C., en tant qu'auteur indirect, et pour d'autres fonctionnaires et hommes d'affaires, en tant qu'auteurs directs », soit sept ans de prison par accusé. Une condamnation supposerait la fin de la carrière politique de l'ex-président, la Constitution équatorienne interdisant aux personnes condamnées pour corruption d'être candidates à des élections. Rafael Correa n'est pas directement impliqué dans cette affaire de corruption présumée mais est accusé par le parquet équatorien d'avoir exercé une « influence psychique » (influjo síquico) sur les suspects. Le 7 avril 2020, il est condamné par contumace, car il vit en Belgique, à huit ans de prison et 25 ans d'inéligibilité. Ce jugement est confirmé en appel le 20 juillet 2020, et le 8 septembre en cassation. L'ancien président est également ciblé par 25 autres chefs d’inculpation. Le quotidien argentin Pagina12 publie en 2023 un enregistrement audio dans lequel le président de la cour suprême d’Équateur, Ivan Saquicela, met en doute la crédibilité des accusations contre l'ancien président.
Le 9 octobre 2024, le département d'Etat américain a interdit à  Rafael Correa d'entrer aux Etats-Unis, Rafael Correa est accusé de corruption.

## Publications
- Ecuador: de Banana Republic a la No República, éditions Random House, Quito, 2009. Traduit en français sous le titre : Équateur : de la République bananière à la Non-République - Pourquoi la révolution citoyenne ?, éditions Utopia, Paris, novembre 2013.
- Rafael Correa, « L’Europe endettée reproduit nos erreurs : L’avertissement du président équatorien », Le Monde diplomatique,‎ décembre 2013 (lire en ligne)

- Rafael Correa, « « L’Équateur, un pays détruit en deux ans » : Révolte populaire contre la politique de Lenín Moreno », Le Monde diplomatique,‎ novembre 2019 (lire en ligne)

## Distinctions

### Décorations
- Grand collier de l'ordre du Libérateur ( Venezuela, 11 octobre 2007)
- Collier de l'ordre du Libérateur San Martín ( Argentine, 21 avril 2008)
- Grand-croix de l'ordre Francisco Morazán ( Honduras, 31 mai 2009)
- Grand collier de l'ordre du Soleil ( Pérou, 9 juin 2010)
- Ordre d'Augusto César Sandino ( Nicaragua, 15 novembre 2010)
- Ordre de José Martí ( Cuba, 5 mai 2017)

### Honneurs
Il a obtenu plusieurs doctorats honoris causa :
- Université du Chili ( Chili, 11 mars 2008)[93]
- Université nationale d'Asuncion (en) ( Paraguay, 24 mars 2009)
- Institut d'État des relations internationales de Moscou  ( Russie, 30 octobre 2009)
- Université d'État de l'Oural ( Russie, 30 octobre 2009)[94]
- Université de Buenos Aires ( Argentine, 3 décembre 2010)[95]
- Université autonome de Saint-Domingue ( République dominicaine, 23 avril 2013)[96]
- Université de Chiclayo ( Pérou, 28 février 2012)
- Université Bahçeşehir ( Turquie, 16 mars 2012)
- Université russe de l'Amitié des Peuples ( Russie, 30 octobre 2013)
- Université de Barcelone ( Espagne, 23 avril 2014)
- Université de Santiago du Chili ( Chili, 2014)
- Université nationale de Córdoba ( Argentine, 2015)
- Université Claude-Bernard-Lyon-I ( France, 2 décembre 2015)
- Université de La Havane ( Cuba, mai 2017) [97]
- Université nationale de Quilmes ( Argentine, mai 2017)
- Université Grenoble-Alpes ( France, 7 décembre 2017) [98]
- Université nationale de Rosario ( Argentine, mai 2017) [99]

### Filmographie
- Opération Correa, documentaire de Pierre Carles sorti en 2015, sur le non-traitement médiatique de Rafael Correa en France
- On revient de loin, suite du précédent sorti en 2016